# Maison Marković
Ne doit pas être confondu avec Maison de la famille Marković.
La maison Marković (en serbe cyrillique : Марковићева кућа ; en serbe latin : Markovićeva kuća) est située à Grocka, en Serbie, dans la municipalité de Grocka et sur le territoire de la Ville de Belgrade. Construite au milieu des années 1800, elle est inscrite sur la liste des monuments culturels protégés de la République de Serbie et sur la liste des biens culturels de la Ville de Belgrade.

## Présentation
La maison Marković, située 16 rue Hajduk Stanka à Grocka, a été construite au milieu des années 1800 ; elle est caractéristique des maisons traditionnelles de la Morava dans leur variante « danubienne ».
La maison dispose de trois pièces et est dotée d'un porche d'angle avec des architraves. Elle est constituée d'une structure en bois remplie avec de la brique crue ; le toit à quatre pans est recouvert de tuiles.